# Sorans-lès-Breurey

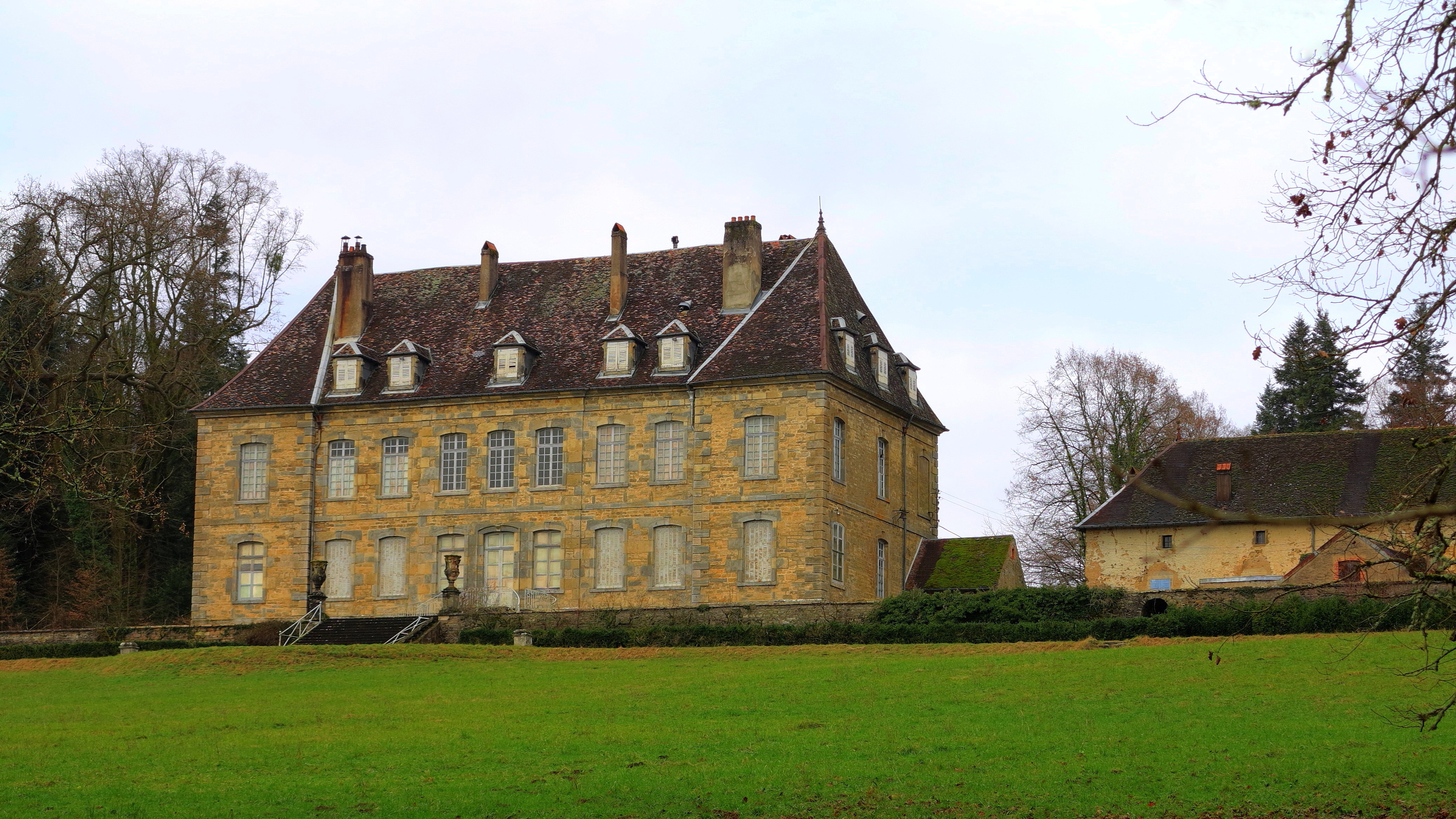
Kasteel

Sorans-lès-Breurey is een gemeente in het Franse departement Haute-Saône (regio Bourgogne-Franche-Comté) en telt 419 inwoners (2011). De plaats maakt deel uit van het arrondissement Vesoul.

## Geografie
De oppervlakte van Sorans-lès-Breurey bedraagt 14,7 km², de bevolkingsdichtheid is 28,5 inwoners per km².
De onderstaande kaart toont de ligging van Sorans-lès-Breurey met de belangrijkste infrastructuur en aangrenzende gemeenten.

## Demografie
Onderstaande figuur toont het verloop van het inwonertal (bron: INSEE-tellingen).